# Jean Monneret (historien)
Pour le peintre français, voir Jean Monneret (peintre).
Jean Monneret, né le 28 novembre 1939 à Maison-Carrée (Algérie), est un historien (docteur) et essayiste français, spécialiste de l'histoire de l'Algérie.

## Biographie
Natif de Maison-Carrée (El Harrach) dans les faubourgs d'Alger et après des études à l'université d'Alger puis à Paris-Sorbonne, Jean Monneret se consacre à la carrière d'enseignant ; plus tard, il entreprend des études de langue arabe. Installé en France depuis 1960, il fait une carrière classique dans l'enseignement. Il soutient sa thèse de doctorat d'histoire en 1998 au terme d'un travail commencé une vingtaine d'années auparavant. 
Il écrit, à partir de 1987, de nombreux ouvrages et articles sur la guerre d’Algérie, principalement sur la période méconnue qui suit le cessez-le-feu du 19 mars 1962. Il s'attache depuis à faire connaître entre autres événements : la fusillade de la rue d'Isly, les enlèvements d'européens par le FLN, le massacre de dizaines de milliers de harkis, le Massacre du 5 juillet 1962 à Oran,. Il intervient aussi régulièrement comme conférencier ou à la radio,.

## Travaux
L'ouvrage La Phase finale de la guerre d'Algérie reprend le thème de sa thèse de doctorat. Il est édité une première fois en 2000 puis paraît dans une nouvelle version revue et complétée en 2010 ; Jean Monneret y analyse, en recoupant archives et témoignages, la période qui va de mars 1962 lorsque sont signés les accords d'Évian, jusqu'à l'été suivant. 
Il participe en 2002 à l'ouvrage collectif Le Livre blanc de l'armée française en Algérie dans le but de « réhabiliter l'action de l'armée en Algérie » à la suite de la thèse de l'historienne Raphaëlle Branche démontrant l'utilisation de la torture,. Celle-ci écrit, en 2005, que la participation de Jean Monneret, comme de Maurice Faivre à cet ouvrage s'inscrit dans une démarche militante, éloignée de la rigueur scientifique.
En 2004, il fait partie des neuf historiens qui rédigent une Réplique à l'amiral De Gaulle afin de signaler les incohérences contenues dans l'ouvrage De Gaulle, mon père écrit par Philippe de Gaulle. Il signe le chapitre « Les fruits amers des accords d'Evian : les enlèvements d'Européens, le massacre des harkis » qui fait ressortir une certaine duplicité des positions du Chef de l'État.
Il publie en 2006 aux Éditions Michalon La Tragédie dissimulée : Oran, 5 juillet 1962 où il aborde la question délicate du nombre d'européens disparus ou assassinés à Oran après la déclaration d'indépendance.
En 2010, il publie Vivre à Alger un roman historique dans lequel quatre pieds-noirs vivent la fin de la guerre et l'exode. La même année, dans La désinformation autour du film Hors-la-loi, il conclut que « des médias incompétents culpabilisent les Français et mettent l’opinion en condition en faveur de flux migratoires incontrôlés ». 
Paru en 2012, Le martyre oublié des chrétiens chaldéens traite du « nettoyage ethnique » subi par les chrétiens de Turquie à partir de 1970 qui furent réduits progressivement à la condition de dhimmis par l'hégémonie de l'islam,.

## Publications

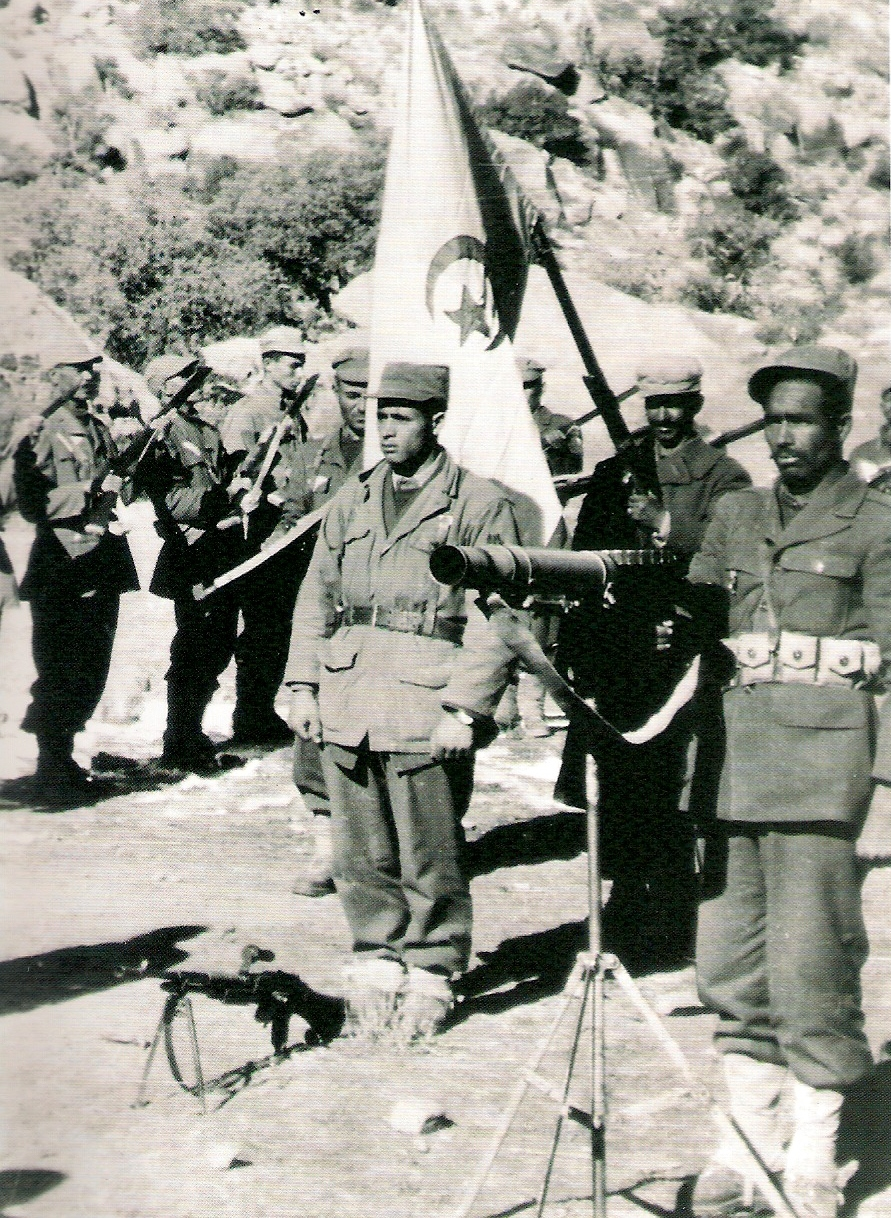

- Histoire cachée du Parti communiste algérien : de l'Étoile nord-africaine à la bataille d'Alger, Via Romana, 170 p., 2016  (ISBN 978-2-37271-050-3)
- Camus et le terrorisme, Paris, Éditions Michalon, 2013, 192 p.  (ISBN 978 2 84186 709 7)
- Le martyre oublié des chrétiens chaldéens : être catholique en Turquie, Versailles, Via Romana, 2012, 154 p. (ISBN 979-10-90029-22-4)
- La Phase finale de la guerre d'Algérie, Paris/Montréal (Québec)/Budapest etc., L'Harmattan, 2010, 410 p. (ISBN 978-2-296-10337-5, lire en ligne) (édition revue, corrigée et complétée)
- Vivre à Alger : La Guerre et la Paix dans l'Algérie des Français 1958-1962, Paris, L'Harmattan, 2010, 148 p. (ISBN 978-2-296-12757-9, lire en ligne)
- La désinformation autour du film Hors-la-loi, Anet, Atelier Fol'fer, 2010, 104 p. (ISBN 978-2-35791-021-8)
- Une ténébreuse affaire : la fusillade du 26 mars 1962 à Alger, Paris, L'Harmattan, 2009, 160 p. (ISBN 978-2-296-08184-0, lire en ligne)
- La Guerre d'Algérie en trente-cinq questions, Paris, L'Harmattan, 2008, 170 p. (ISBN 978-2-296-05414-1, lire en ligne)
- La Tragédie dissimulée : Oran, 5 juillet 1962, Paris, Michalon, 2006, 220 p. (ISBN 978-2-84186-308-2), Prix Norbert CEPI
- Réplique à l'amiral De Gaulle, Le Rocher, 2004, 383 p. (ISBN 978-2-268-05131-4) (ouvrage collectif)
- Mourir à Alger : Été 1962, Paris, L'Harmattan, 2003, 94 p. (ISBN 2-7475-4532-6)
- La France en Algérie 1830-1962, Paris, Cercle pour la défense des combattants d'AFN, 2003, 55 p. (ISBN 2-9516085-1-9) (ouvrage collectif)
- Le Livre blanc de l'armée française en Algérie, Contretemps, 2002, 208 p. (ISBN 978-2-911792-23-6) (ouvrage collectif)
- La Phase finale de la guerre d'Algérie, Paris/Montréal (Québec)/Budapest etc., L'Harmattan, 2001, 400 p. (ISBN 2-7475-0043-8, lire en ligne) (première édition)
- Le Pataouète : dictionnaire de la langue populaire d'Algérie et d'Afrique du Nord, Calvisson, Gandini, 1994, 248 p. (ISBN 2-906431-11-7) (ouvrage collectif)
- Grosses têtes et pataouètes, Africa Nostra, 1987, 36 p.
- Dissidence - Dissonance. Contre la désinformation sur la guerre d'Algérie, Fauves éditions, 2020.